# Innerträsket (Överkalix socken, Norrbotten, 740327-177969)
Innerträsket är en sjö i Gällivare kommun i Norrbotten och ingår i Kalixälvens huvudavrinningsområde. Sjön har en area på 0,167 kvadratkilometer och ligger 114,9 meter över havet. Innerträsket ligger i Torne och Kalix älvsystem Natura 2000-område. Sjön avvattnas av vattendraget Ertsjärvån.

## Delavrinningsområde
Innerträsket ingår i det delavrinningsområde (739939-178180) som SMHI kallar för Mynnar i Bönälven. Medelhöjden är 165 meter över havet och ytan är 47,77 kvadratkilometer. Det finns inga avrinningsområden uppströms utan avrinningsområdet är högsta punkten. Ertsjärvån som avvattnar avrinningsområdet har biflödesordning 5, vilket innebär att vattnet flödar genom totalt 5 vattendrag innan det når havet efter 151 kilometer. Avrinningsområdet består mestadels av skog (80 procent). Avrinningsområdet har 0,93 kvadratkilometer vattenytor vilket ger det en sjöprocent på 2 procent.